# Sempy
Sempy é uma comuna francesa na região administrativa de Altos da França, no departamento de Pas-de-Calais. Estende-se por uma área de 8 km². Em 2010 a comuna tinha 324 habitantes (densidade: 40,5 hab./km²).